# 1901 au Canada
Pour un article plus général, voir Chronologie du Canada.
Cet article traite des événements qui se sont produits durant l'année 1901 au Canada.

## Événements

### Politique

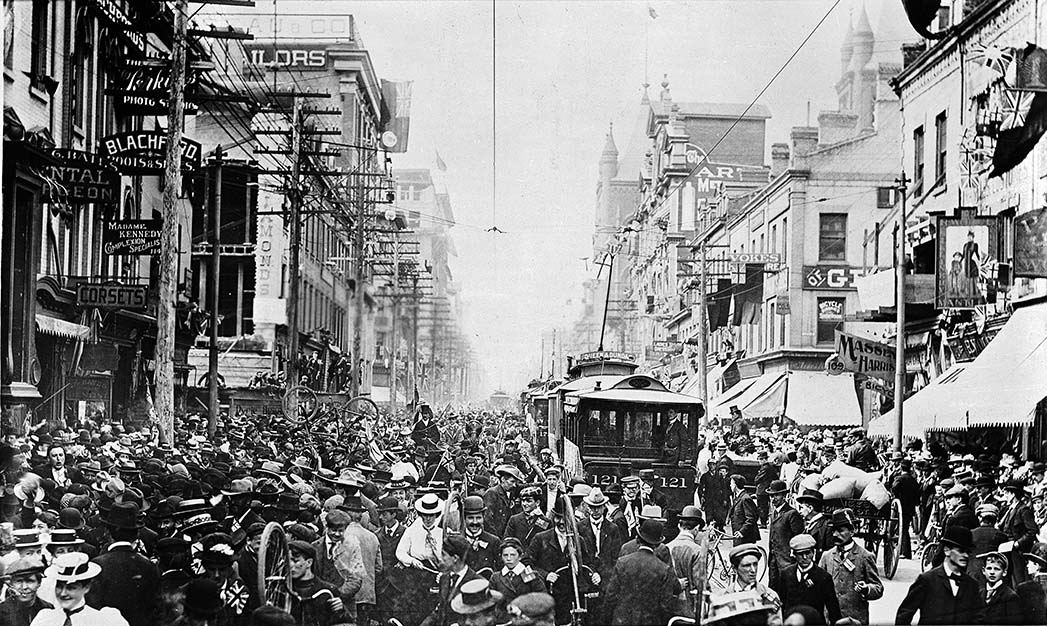
5 juin : Pretoria Day, Yonge Street Toronto, montrant le nord de King Street. Célébration de la fin de la guerre des Boers.

- 6 février : ouverture de la 9e législature du Canada.

- 9 mars : les canadiens d'origine japonaise obtiennent le droit de vote en Colombie-Britannique.
- 5 juin : Célébration de la fin de la Guerre des Boers.

- 29 décembre : Arthur Peters devient premier ministre de l'Île-du-Prince-Édouard, remplaçant Donald Farquharson.
- Visite royale du duc George de Cornwall et York et de la duchesse Mary de Cornwall et York.

### Sport
- Hockey sur glace : les Victorias de Winnipeg remportent la Coupe Stanley contre les Shamrocks de Montréal.
- Combat de lutte opposant Louis Cyr au Géant Beaupré. Louis Cyr remporte facilement la victoire.
- Première ascension du mont Assiniboine par une équipe menée par James Outram.

### Économie
- Début d'un vaste programme, d'une durée de 15 ans, de plantation de 50 millions de jeunes arbres dans les « prairies » canadiennes, destinés à aider les pionniers à fixer les sols, à retenir la neige et à stabiliser les récoltes.
- Formation de la compagnie Montreal Light, Heat and Power par Rodolphe Forget et Herbert Samuel Holt.
- La biscuiterie Viau met au point le biscuit Whippet.

### Science

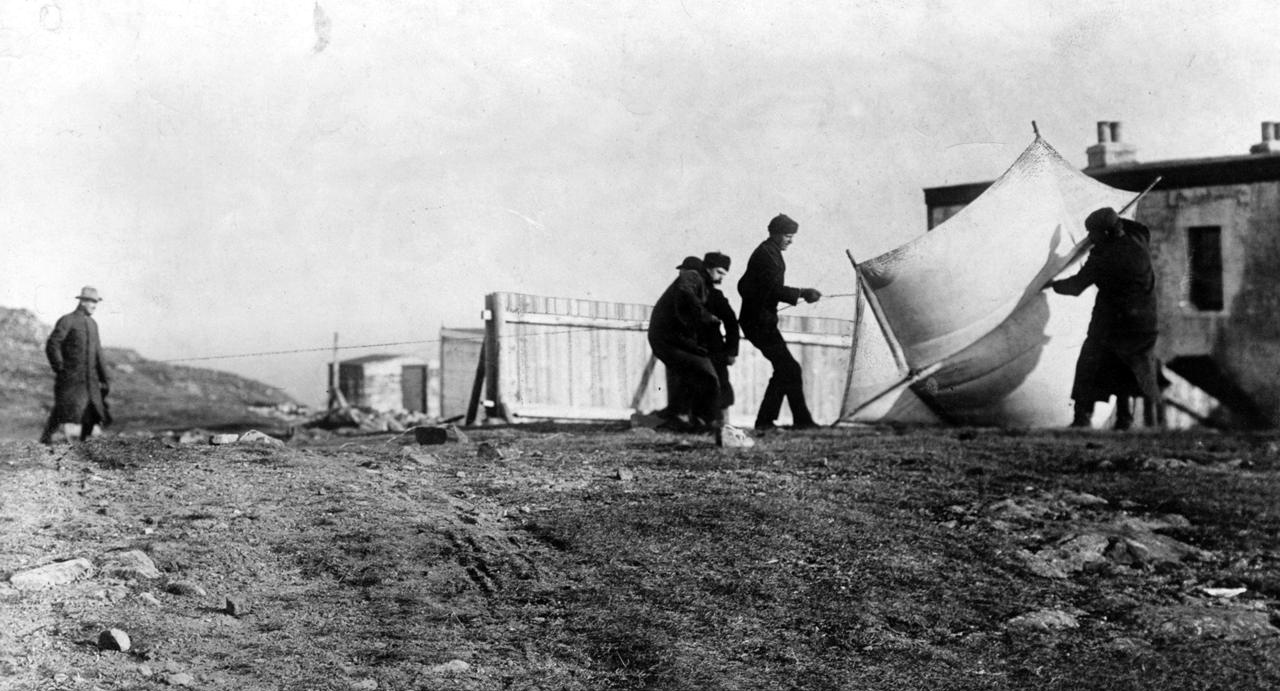
Marconi à Terre-Neuve montant une antenne

- 12 décembre : Guglielmo Marconi basé à Terre-Neuve, reçoit un message radio de l'autre bord de l'Atlantique.

### Religion
- Maxime Decelles est nommé évêque au Diocèse de Saint-Hyacinthe.

## Naissances
- Maryon Pearson, femme de Lester B. Pearson.
- 30 avril : David Manners, acteur.
- 24 mai : Lionel Conacher, athlète dans plusieurs disciplines.
- 21 juillet : Ovila Légaré, chanteur et comédien.
- 29 août : Aurèle Joliat, joueur de hockey sur glace.
- 8 septembre : Harold Connolly, premier ministre de la Nouvelle-Écosse.
- 14 septembre : George Carlyle Marler, politicien.
- 22 septembre : Charles Brenton Huggins, physicien, physiologiste et lauréat d'un prix Nobel.
- 7 octobre : 
  - Frank Boucher, joueur et entraineur de hockey sur glace.
  - Alfred DesRochers, écrivain.

## Décès

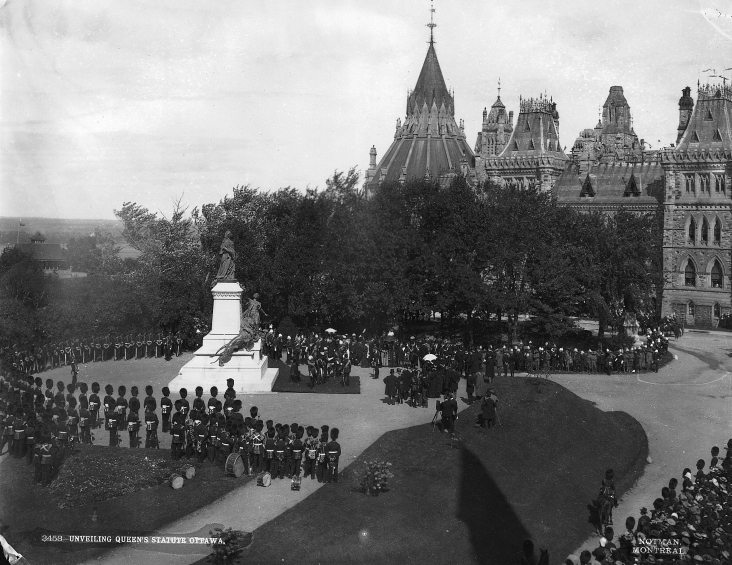
Statue de la reine Victoria à Ottawa.

- 22 janvier : reine Victoria, reine du Canada.
- 26 janvier : Arthur Buies, journaliste.
- 25 février : Lief Newry Fitzroy Crozier, officier de la police montée.
- 2 mars : George Mercer Dawson, explorateur et scientifique.
- 4 mai : John Jones Ross, premier ministre du Québec.
- 7 mai : George Edwin King, premier ministre du Nouveau-Brunswick.
- 24 mai : Bienheureux Louis-Zéphirin Moreau, évêque de Saint-Hyacinthe.
- 13 juin : Arthur Sturgis Hardy, premier ministre de l'Ontario.
- 24 juillet : George William Allan, politicien.